# Rhyparobia pustulata
Rhyparobia pustulata är en kackerlacksart som först beskrevs av Hanitsch 1950.  Rhyparobia pustulata ingår i släktet Rhyparobia och familjen jättekackerlackor. Inga underarter finns listade i Catalogue of Life.